# Wilmslow
Wilmslow ist eine Stadt in Cheshire East, England mit 24497 Einwohnern (Stand 2011). Sie gilt als wohlhabend und als gesuchter Wohnort und wird (mit Alderley Edge und Prestbury) als ein Eckpunkt des „Goldenen Dreiecks“ von Cheshire angesehen.

## Geographie
Wilmslow liegt etwa 18 km vom Zentrum von Manchester und 11 km von Macclesfield am Fluss Bollin, in den nordwestlich der Stadt der Fluss Dean einmündet. Das Hochmoor Lindow Moss liegt etwa 2 km westlich des Stadtzentrums.

## Geschichte
Der Ortsname wird vom angelsächsischen Wīghelmes hlāw („Hügel eines Wighelm“) abgeleitet. Die Gegend war bereits in der Eisenzeit besiedelt. Moorleichen aus dieser Zeit sind im nahegelegenen Lindow Moss gefunden worden, unter ihnen der Lindow-Mann.
An der Stelle eines mittelalterlichen Vorgängerbaus aus der Zeit um 1300, von dem noch die Krypta erhalten ist, wurde zwischen 1517 und 1537 die heute als Baudenkmal I. Grades anerkannte St Bartholomew’s Church erbaut.
Wilmslow gehörte zu den acht alten Gemeinden im Macclesfield Hundred von Cheshire. Es war lange Zeit nur ein kleiner, landwirtschaftlich geprägter Ort, auch wenn bereits 1784 Samuel Greg d. ä. im nahegelegenen Styal am Fluss Bollin eine von Wasserrädern getriebene Baumwollspinnerei, die heute als Baudenkmal vom Grad II* eingestufte Quarry Bank Mill, bauen ließ. 1834 wurde unter dem  New Poor Law die Ortsteile der bisherigen Gemeinde Wilmslow zu eigenständigen Civil parishes.
Seit dem Bau der Eisenbahn 1842 entwickelte Wilmslow sich zu einer gefragten Wohnstadt, vor allem für wohlhabende Geschäftsleute aus Nordwestengland. 1878 entstand aus den dichter besiedelten Teilen von Bollinfee, Fulshaw und Pownall Fee das Gebiet des Wilmslow Local Board, aus dem 1895 ein Urban District wurde.
Seit 1873 besteht mit der Kirche Sacred Heart & St Teresa's auch wieder eine katholische Kirche, die 1911 bis 1914 in einen Neubau im Stadtzentrum verlegt wurde.
1936 wurde ein kleiner Teil des Stadtgebietes nach Alderley Edge umgegliedert, aber zur selben Zeit Teile von Chorley, Bollinfee, Handforth und Styal eingegliedert. 1951 erhielt Wilmslow ein eigenes Wappen.
Von 1938 bis 1962 bestand in Wilmslow ein Ausbildungsstützpunkt der Royal Air Force, der nach seiner Schließung fast vollständig abgerissen wurde.
1997 wurde am Bahnhof ein Bombenanschlag verübt, der Sachschaden an den Eisenbahnanlagen zur Folge hatte.

## Verkehr
Wilmslow liegt an der Eisenbahnstrecke von Crewe nach Manchester, die sich hier in die beiden Zweige über Stockport und Heald Green teilt. Letzterer bietet auch Verbindungen zum Flughafen Manchester. Über Crewe hinaus bestehen Fernverbindungen nach Shrewsbury, Cardiff und London Euston. Busverbindungen bestehen nach Knutsford und Altrincham, Macclesfield, Manchester, Stockport und zum Flughafen Manchester.
Die Stadt liegt an der Fernstraße A34 zwischen Salford und Solihull und der A538 zwischen Macclesfield und Altrincham, die sich im Stadtgebiet kreuzen.

## Wirtschaft
Wilmslow ist Gründungsort und Sitz des Bekleidungs- und Sportartikelherstellers Umbro, ferner ein wichtiger Standort der Versicherungsgesellschaft Royal London und der Sitz der britischen Datenschutzbehörde, des Information Commissioner's Office.

## Persönlichkeiten
- Arthur Sampson Napier (1853–1916), Philologe
- Alan Turing (1912–1954), im Zweiten Weltkrieg maßgeblich an der Entzifferung der mit der Chiffriermaschine „Enigma“ verschlüsselten deutschen Funksprüche beteiligt, lebte in Wilmslow und starb dort.[11]
- Chris Nicholl (1946–2024), nordirischer Fußballspieler und -trainer
- Millie Turner (* 1996), Fußballspielerin

## Weitere Informationen
- Michael Hilton: The Wilmslow Website. Abgerufen am 8. März 2016. Privates Projekt mit zahlreichen Fotografien und Reminiszenzen
- Welcome to Wilmslow. Whatsin-Wilmslow, abgerufen am 8. März 2016. Portal für Besucher